# ایلرت سوند
ایلرت سوند (نروژی: Eilert Sundt) زاده ۸ اوت ۱۸۱۷م، در فارسون و درگذشته به تاریخ ۱۳ ژوئن ۱۸۷۵م، در ایدسوول
در سن ۵۷ سالگی، یک دانشمند الهیات و یکی از پژوهشگران پیشگام در مطالعه زندگی عامیانه مردم نروژ بود. جایزه پژوهشی ایلرت سوند، که هر سال توسط «انجمن کارگران اسلو» به محققانی که کار علمی آنها ارتباط ویژه ای با جنبش کارگری دارد، اعطاء می‌شود، به افتخار وی نامگذاری شده‌است.

## پیشینه
ایلرت سوند، بین سال‌های ۱۸۴۳ تا ۱۸۵۰م، به عنوان معلم مشغول خدمت بود. همزمان با کار معلمی در همین دوره، وی در امتحان الهیات که برای احراز مناصب دولتی در سال ۱۸۴۶م، در نروژ برگزار می‌شد شرکت کرد و موفق به دریافت بورس دانشگاهی و ادامه تحصیل از سال ۱۸۴۹ تا ۱۸۵۰م، در رشتهٔ تاریخ کلیسا شد. وی همچنین از سال ۱۸۴۵م، در زندان پایتخت نروژ معلم بود. در این دوره بود که وی با زندگی اقوام خانه به دوش نروژ آشنا شد و به امید جذب آنها در مناسبات و سازمانهای اجتماعی، به مطالعه زبان و فرهنگ این افراد پرداخت. در سال ۱۸۴۸م، به منظور حمایت از این مطالعات، یک بورس دولتی، به وی تعلق گرفت که تا سال ۱۸۶۹م، هر سال تمدید شد. ضمن آنکه دامنهٔ مطالعات وی به تدریج گسترش یافت و شامل همه افراد فقیر در نروژ شد.

## یادداشت
1. ↑  https://no.wikipedia.org/wiki/Eilert_Sundts_forskningspris